# Mart Poom
Mart Poom (Tallin, Estonia, 3 de febrero de 1972) es un futbolista estonio retirado. Actualmente es el entrenador de porteros del Arsenal FC de la Premier League inglesa. Está considerado uno de los mejores futbolistas estonios de la historia, no en vano, ha sido designado en seis ocasiones el mejor jugador de su país y en 2006 la Federación Estonia le eligió como el mejor jugador estonio de los últimos 50 años.

## Trayectoria
Poom inició su carrera en las categorías inferiores del famoso Tallinna Lõvid, para luego pasar brevemente por el FC Flora Tallinn, el KuPS Kuopio finés y el FC Wil suizo. En 1994 ficha por el Portsmouth FC inglés, pero apenas dispone de oportunidades y regresa, en calidad de cedido, al Flora Tallinn por dos temporadas.
En febrero de 1997, su gran actuación en un partido disputado con la selección de su país frente la selección de escocia llamó la atención del entonces técnico del Derby County, Jim Smith, quien decidió ficharlo para su equipo. Poom defendió durante seis temporadas la portería del Derby, hasta que el equipo descendió en 2002. Se incorporó entonces al Sunderland, con el que descendió al año siguiente.
En agosto de 2005 marchó cedido Arsenal, que lo incorporó como suplente de los porteros Lehmann y Almunia. A pesar de no jugar ni un solo partido en su primera temporada, el club londinense decidió hacerse con sus derechos para la temporada 2006/07.
Después de esa temporada pasó al Watford FC. En su primera temporada disputó 12 encuentros, siendo relegado en la mayoría de partidos al banquillo por Richard Lee. La temporada 2008/09 empezó como titular, hasta que sufrió una grave lesión en el hombro en un partido ante el Reading, disputado en el mes de septiembre. A pesar de sus esfuerzos por recuperarse, ya no volvió a vestir la camiseta del Watford, llegando a un acuerdo para rescindir su contrato al término de la temporada.
Poco después, en junio de 2009, tras disputar su partido número 120 con la selección de Estonia, anunció su retirada para aceptar el cargo de entrenador de porteros del Arsenal FC.

## Selección nacional
Poom es el tercer futbolista que más veces ha vestido la camiseta de la Selección de Estonia, en un total de 120 partidos. 

## Clubes
| Club             | País       | Año       |
| ---------------- | ---------- | --------- |
| Tallinna Lōvid   | Estonia    | 1988      |
| Sport Tallinn    | Estonia    | 1989-1990 |
| KuPS Kuopio      | Finlandia  | 1992      |
| FC Flora Tallinn | Estonia    | 1992-1993 |
| FC Wil           | Suiza      | 1993-1994 |
| Portsmouth FC    | Inglaterra | 1994-1995 |
| FC Flora Tallinn | Estonia    | 1995-1997 |
| Derby County FC  | Inglaterra | 1997-2002 |
| Sunderland AFC   | Inglaterra | 2002-2005 |
| Arsenal FC       | Inglaterra | 2005-2007 |
| Watford FC       | Inglaterra | 2007-2009 |

## Palmarés

### Campeonatos nacionales
| Título                       | Club           | País       | Año  |
| ---------------------------- | -------------- | ---------- | ---- |
| Football League Championship | Sunderland AFC | Inglaterra | 2005 |

### Distinciones individuales
| Distinción                 | Año  |
| -------------------------- | ---- |
| Futbolista Estonio del año | 1993 |
| Futbolista Estonio del año | 1994 |
| Futbolista Estonio del año | 1997 |
| Futbolista Estonio del año | 1998 |
| Futbolista Estonio del año | 2003 |

## Vida personal
Su hijo Markus Poom nacido en Derby, Reino Unido en 1999, también es futbolista, desempeñándose como mediocampista en el FC Flora e internacional con la Selección de Estonia.